# Matthew Etherington
Matthew Etherington (Truro, 14 augustus 1981) is een voormalig Engels profvoetballer. In het verleden kwam hij onder andere ook uit voor West Ham United, Tottenham Hotspur en Stoke City.

## Clubcarrière
Al op 15-jarige leeftijd maakte Matthew Etherington zijn debuut in het profvoetbal bij Peterborough United. Hij maakte zijn debuut op 3 mei 1997 in de wedstrijd tegen Bradford FC. In 1999 verliet hij Peterborough voor Tottenham Hotspur. Samen met hem maakte ook Simon Davies de overstap naar de Noord-Londense club. Etherington wist zichzelf tijdens zijn verblijf bij Tottenham niet in de basiself te knokken en dat resulteerde ook in de tijdelijke overstap naar Bradford City.
In 2003 werd Etherington aangetrokken door West Ham United. Hier wist hij meteen te overtuigen en dat resulteerde dan ook in het winnen van de persoonlijk titel "Hammer of the year" in 2004. Uiteindelijk verloor hij tijdens het bewind van Gianfranco Zola zijn basisplaats. Zodoende maakte hij in januari 2009 de overstap naar Stoke City. Etherington stond op 14 mei 2011 met Stoke City in de finale van de strijd om de FA Cup. Daarin verloor de ploeg van trainer-coach Tony Pulis met 1-0 van Manchester City door een treffer in de 74ste minuut van Yaya Touré.
Voor twee miljoen aan Britse ponden maakte hij de overstap. Twee dagen later op 10 januari maakte hij zijn debuut tegen Liverpool FC. Pas in september van dat jaar maakte hij zijn eerste doelpunt voor de club in het League Cupduel tegen Millwall FC. In 2014 stopte hij als profspeler.

## Interlandcarrière
In 1999 was Etherington actief op het Wereldkampioenschap voetbal onder 20, waar het Engelse team niet tot winnen wist te komen.

## Persoonlijk leven
Matthew Etterington heeft tijdens zijn carrière te maken gehad met een gokverslaving tijdens zijn periode bij West Ham United. Na zijn overstap naar Stoke werd hij met behulp van de club van zijn verslaving afgeholpen.

## Erelijst
- West Ham United
- Tweede plek FA Cup: 2006
- Stoke City
- Tweede plek FA Cup: 2011

### Individueel
- Hammer of the year: 2004
- Stoke City speler van het jaar: 2010